# 阿沛·圖道多吉
阿沛·圖道多吉（藏語：ང་ཕོད་མཐུ་སྟོབས་རྡོ་རྗེ།，威利转写：nga phod mthu stobs rdo rje，1942年5月—）藏族，西藏拉萨人。中华人民共和国官员。阿沛·阿旺晋美的次子。

## 生平
阿沛·圖道多吉小时候和许多西藏贵族的孩子一样被送到印度留学。西藏和平解放后，他们的父母把他们召回西藏，其中大部分孩子后来被送到北京上学。当年在印度的很多小留学生，比如才旺斯塔、乃堆·晋美、阿沛·图道啦（图道多吉）、阿沛·格桑啦（格桑仁青）、桑颇·才旺桑培、擦绒·平措坚村等人，又在北京相聚。
1954年7月参加工作。1968年，毕业于北京大学哲学系。毕业后，他到黑龙江省劳动锻炼，并在当地娶了一位东北姑娘刘雅珍。1972年，参加中国共产党。历任中共额尔古纳左旗委党校副校长、旗委副书记。后来调回北京，任国家民委委员。1984年因工作需要调到西藏。1985年出任西藏自治区人民政府副主席。后来回到北京，出任国家民委副主任兼党组成员。 他是第十届全国人大常委会委员、全国人大农业与农村委员会委员。

## 逸事
图道多吉和父亲阿沛·阿旺晋美、妻子刘雅珍都是桥牌爱好者。图道多吉是在1966年开始学习打桥牌，当时他正在北京大学哲学系学习，由于文化大革命开始后，北京大学里开展的文革活动逐步升级为武斗，他便回家闲居。他家的家庭成员多，打桥牌成了不用出家门便可开展的娱乐活动。后来，他跟父亲阿沛·阿旺晋美搭档，曾在1979年和1980年参加过北京市的各种桥牌比赛。
1971年，刘雅珍与图道多吉结婚，但刘雅珍学会打桥牌却在几年后。一次，夫妻二人从工作地内蒙古额尔古纳旗回北京休假，阿沛·阿旺晋美召集家人打牌，但人凑不够，便让不会打桥牌的儿媳刘雅珍凑数。刘雅珍很快学会了打桥牌。
1985年，图道多吉出任西藏自治区人民政府副主席，次年，刘雅珍也调到西藏工作。夫妻二人开始成为桥牌搭档。赴西藏任职后，图道多吉发现西藏民间桥牌比赛非常多，便健全了西藏自治区桥牌协会的组织，并被推选为西藏自治区桥牌协会主席。该协会开展的桥牌活动参加者很多，打牌人数最多时能有四、五十桌。1991年，图道多吉作为西藏桥牌代表队的参赛队员，参加了第四届全国少数民族传统体育运动会，并获亚军。刘雅珍也参加了此次运动会的西藏代表团，但并没有充当图道多吉的桥牌搭档，而是担任后勤人员，随团服务。
图道多吉调任国家民族事务委员会副主任之后，图道多吉夫妇返回北京，不久便成为北京桥牌界知名的夫妻搭档，在比赛中多次夺得冠军。

## 家庭
- 父：阿沛·阿旺晋美
- 妻：刘雅珍，毕业于北京医学院，1971年同图道多吉结婚。1986年，刘雅珍调到西藏工作。图道多吉调任国家民族事务委员会副主任之后，夫妇共同返回北京工作。[5]